# 加茂雄三
加茂 雄三（かも ゆうぞう、1936年3月6日 - 2010年1月30日）は、日本のラテンアメリカ史学者。ラテンアメリカ近現代史専攻。青山学院大学名誉教授。

## 略歴
東京都出身。加茂儀一の四男。東京大学文学部西洋史学科卒業、同大学院国際関係論専攻博士課程満期退学、青山学院大学文学部助教授、教授。2004年退任、名誉教授。ハバナ大学客員教授も務めた。

## 親族
- 妻の兄は経営学者で立教大学名誉教授の菊野一雄。
- 長男は名城大学教授（国際政治学）の加茂省三。

## 著書
- 『世界の歴史 23 ラテンアメリカの独立』講談社 1978
- 『ラテンアメリカ・その歴史と風土』（NHK市民大学）日本放送出版協会 1987
- 『地中海からカリブ海へ』（これからの世界史）平凡社 1996

### 共編著
- 『ドキュメント現代史 11 キューバ革命』編　平凡社 1973
- 『ラテンアメリカハンドブック』編 講談社 1985
- 『転換期の中米地域 危機の分析と展望』細野昭雄,原田金一郎共編著 大村書店 1990
- 『新しい国際関係下におけるラテン・アメリカへの日本の対応 続』前田正裕共編 ラテン・アメリカ協会 1991
- 『ラテンアメリカ』（地域からの世界史）大井邦明共著 朝日新聞社 1992
- 『南北アメリカの500年 第2巻　近代化の分かれ道』高橋章共編 青木書店 1993
- 『ラテンアメリカ』（国際情勢ベーシックシリーズ ニュースを現代史から理解する）飯島みどり,狐崎知己,遅野井茂雄,堀坂浩太郎共著 自由国民社 1999

### 翻訳
- ハーバート・マシューズ『フィデル・カストロ 反乱と革命の創造力』紀伊国屋書店 1971
- ピーター・L・バーガー『犠牲のピラミッド 第三世界の現状が問いかけるもの』山田睦男,乗浩子共訳 紀伊国屋書店 1976

## 論文
- <加茂雄三